# آدي ويتس هنتون
آدي وايتس هنتون (بالإنجليزية: Addie Waites Hunton) (11 يونيو 1866 - 22 يونيو 1943) أمريكية من أصل أفريقي ومن المطالبات بحق المرأة في الاقتراع، وناشطة في مجال الأعراق والنوع الاجتماعي، وكاتبة، ومُنظّمة سياسية، ومُرشدة. كانت هنتون أول امرأة سوداء تتخرج من كلية التجارة السبنسرية في عام 1889. عملت لصالح جمعية الشابات المسيحية (واي دبليو سي إيه)، وعملت كمنظمة وطنية للرابطة الوطنية للنساء الملونات (إن إيه سي دبليو) من عام 1906 إلى عام 1910، وخدمت في الجيش الأمريكي خلال الحرب العالمية الأولى. شاركت هنتون بانتظام في عمل رابطة المساواة في الاقتراع.

## بداياتها وتعليمها
ولدت آدي دي وايتس في نورفولك في فيرجينيا في 11 يونيو عام 1866، ووالداها جيسي وأديلين وايتس. توفيت والدتها عندما كانت صغيرة جدًا، ثم انتقلت هنتون إلى بوسطن لتنشأ برعاية خالتها. ارتادت هنتون المدرسة اللاتينية في بوسطن وتخرجت بشهادة الثانوية العامة. التحقت بكلية التجارة السبنسرية بعد المدرسة الثانوية، وكانت أول خرّيجة سوداء في عام 1889.

## المهنة
انتقلت هنتون إلى نورمال في ألاباما بعد التخرج، للتدريس في كلية الدولة للزراعة، والتي تعرف الآن باسم جامعة ألاباما الزراعية والمكيانيكية.
حظيت هنتون باعتراف المجلس الوطني لجمعية الشابات المسيحيات في نيويورك في عام 1907، وعُيّنت سكرتيرة. كانت مسؤولة عن تنظيم مشاريع الطلاب السود، وسافرت عبر الجنوب والغرب الأوسط لإجراء مسح لجمعية الشابات المسيحية. اشتهرت هنتون بجهودها في الرعاية الاجتماعية بين مجتمع السود، وطوّعت علاوة على ذلك عددًا من النساء السود الأخريات للعمل في جمعية الشابات المسيحية، مثل إيفا ديل فاكيا بولز وإليزابيث روس هاينز. انتقلت هنتون مع أطفالها إلى أوروبا من عام 1909 إلى عام 1910. عانى زوجها من مشاكل صحية وبقي في المنزل في الولايات المتحدة.
عاشت هنتون في سويسرا أثناء وجودها في أوروبا، ثم انتقلت إلى ستراسبورغ في ألمانيا، حيث درست بدوام جزئي في جامعة قيصر فيلهلم. واصلت هنتون العمل مع جمعية الشابات المسيحية عندما عادت وأطفالها إلى أمريكا، وبدأت أيضًا في أخذ دورات في كلية مدينة نيويورك. كان زوجها ويليام في ذلك الوقت بحالة حرجة بسبب مرض السل، فانتقلت عائلة هنتون إلى ساراناك ليك في نيويورك، حيث مكثوا حتى وفاته في عام 1916.
دخلت الولايات المتحدة الحرب العالمية الأولى في عام 1917، وسرعان ما شاركت هنتون من خلال جمعية الشبان المسيحية (واي إم سي إيه)، وأبحرت في يونيو عام 1918 إلى فرنسا. كانت وكاثرين جونسون وهيلين كيرتس ثلاث نساء سوداوات، كُلّفن بالعمل مع 200,000 من القوات السوداء المعزولة المتمركزة في فرنسا. كانت هنتون عرضة للعنصرية الموجهة ضد الجنود الأمريكيين من أصل أفريقي. عاينت جهود القيادة الأمريكية لتنظيم حياة الجنود السود، وإعادة تشكيل نظام يُذكّر بجيم كرو. عملت في فرنسا في قطاع خدمات الإمدادات في سان نازير.
قدمت العديد من البرامج الجديدة لتحسين نوعية حياة الجنود، بما في ذلك دورة محو الأمية وسلسلة نقاش حول الفن والموسيقى والدين، ومواضيع أخرى. كُلّفت هنتون بشكل خاص بمهمة مروعة من بين العديد من مهامها زمن الحرب في مايو عام 1919. أُرسلت إلى مقبرة عسكرية وأُمرت بالإشراف على الجنود السود الذين كُلّفوا باستعادة القتلى من ساحة معركة غابة أرجون وإعادة دفنهم.

## الحياة الشخصية
تزوجت من وليام ألفاوس هنتون في يوليو عام 1893، والذي كان يعمل في نورفولك في ولاية فيرجينيا لتأسيس جمعية الشبان المسيحية للشباب السود. عملت هنتون بأمانة مع زوجها كسكرتيرة له. انتقل الزوجان إلى أتلانتا في جورجيا في عام 1899، حيث أنجبت هنتون أربعة أطفال، تجاوز اثنان منهم فقط سن الطفولة، بما في ذلك يونيس هنتون. انتقل الزوجان إلى بروكلين في نيويورك بعد سبع سنوات في أتلانتا، بسبب أعمال الشغب العرقية في أتلانتا عام 1906، إذ خافوا على سلامتهم.
أخذت هنتون أطفالها للدراسة في جامعة قيصر فيلهلم في ستراسبورغ في فرنسا من عام 1909 إلى عام 1910، والتحقت بعد ذلك بدورات في كلية مدينة نيويورك. توفي وليام زوج هونتون في عام 1914. كتبت هنتون وكاثرين جونسون كتابًا يوثقان فيه تجربتهما لمآسي زمن الحرب والعلاقات العرقية داخل القوات الأمريكية، بعنوان امرأتان ملونتان مع القوات الاستكشافية الأمريكية ونُشر في عام 1920. نشرت كتابًا عن حياة زوجها وعمله بعنوان ويليام ألفيوس هنتون: رسول رائد للشبّان في عام 1938. توفيت في بروكلين في 21 يونيو عام 1943، بعد أن كرست حياتها لقضايا المساواة العرقية والجندرية.

## الإرث
اشتهرت هنتون بالتزامها بالسلام والعلاقات العرقية، وتمكين المجتمع الأمريكي الأفريقي، وخاصة النساء. خلقت إستراتيجية سلام من ثلاثة أجزاء: أولًا، شجعت النساء الأمريكيات من أصل أفريقي على إنشاء منظمة دولية لأنفسهن، وثانيًا، اعتقدت هنتون أن النساء الأمريكيات من أصل أفريقي يجب أن ينخرطن في حركة البلدان الأفريقية، التي هيمن عليها الذكور بالدرجة الأولى في هذه المرحلة، وأخيرًا، رغبت في إشراك النساء الأمريكيات من أصل أفريقي، في حركة السلام الأمريكية ذات الأغلبية من البيض.

## الأعمال
- ويليام ألفيوس هنتون: رسول رائد للشبّان. 1983
- امرأتان ملونتان مع القوات الاستكشافية الأمريكية، مع كاثرين إم جونسون. 1920